# Venâncio (cônsul em 507)
Venâncio (Venantius) foi um oficial do Reino Ostrogótico, ativo durante o reinado de Teodorico, o Grande (r. 474–526). Era filho de Pedro Marcelino Félix Libério. Talvez deve ser o homem claríssimo recomendado a Anício Probo Fausto por Enódio em 505. Tinha algum parentesco com este mesmo Enódio. Mais adiante, Venâncio foi elevado à posição de homem ilustre. Em 507/11, sobretudo pelos feitos de seu pai, e apesar de ser jovem, recebeu o título honorífico de conde dos domésticos, o chefe da guarda do rei. Em 507, tornar-se-ia cônsul ordinário no Ocidente, com o imperador Anastácio I (r. 491–518) como seu colega oriental.